# Wilhelm Haspel
Wilhelm Haspel, född den 29 april 1898 i Stuttgart, död den 6 januari 1952 i samma stad, var en tysk ingenjör och företagsledare.
Efter studier i maskinteknik vid Stuttgarts universitet anställdes Haspel av Daimler-Motoren-Gesellschaft 1924. Han avancerade till fabrikschef för Daimler-Benz  anläggningar i Sindelfingen och från 1941 satt han i företagets styrelse. Efter Wilhelm Kissels död året därpå utsågs Haspel till ny styrelseordförande.
Haspel utsågs till hedersdoktor vid både Stuttgarts universitet och Technische Universität Berlin.